# Grange-de-Vaivre
Grange-de-Vaivre là một xã của tỉnh Jura, thuộc vùng Bourgogne-Franche-Comté, miền đông nước Pháp.